# Zbiornik wodny ZEK
Zbiornik ZEK – sztuczny zbiornik wodny znajdujący się na obszarze Radymna w województwie podkarpackim.
Zalew jest dawnym wyrobiskiem po poborze żwiru, powstałym w latach 60. XX wieku (ZEK to Zakład Eksploatacji Kruszywa). Ma powierzchnię 70 ha. Głębokość od 1,5 m do 8 m. Występujące gatunki ryb to: karp, boleń, okoń, troć, wzdręga, leszcz, kleń, lin, amur, szczupak i inne. Woda w zbiorniku posiada I klasę czystości. Zalew stwarza dogodne warunki do uprawiania sportów wodnych. Są tu usytuowane m.in.: boiska do siatkówki plażowej i boiska do piłki plażowej oraz wypożyczalnia sprzętu pływającego. W sezonie letnim funkcjonuje kąpielisko strzeżone. Zbiornik jest atrakcją turystyczną w Radymnie. Na terenie miasta działa Stowarzyszenie Kulturalno-Turystyczne „ZEK Radymno” oraz Wędkarski Klub Spławikowy „RAD-MIX” Radymno, działający od roku 1989. Nad zalewem odbywają się Ogólnopolskie Zawody Wędkarskie „Cała doba na ZEK-u Radymno”.

## Linki zewnętrzne

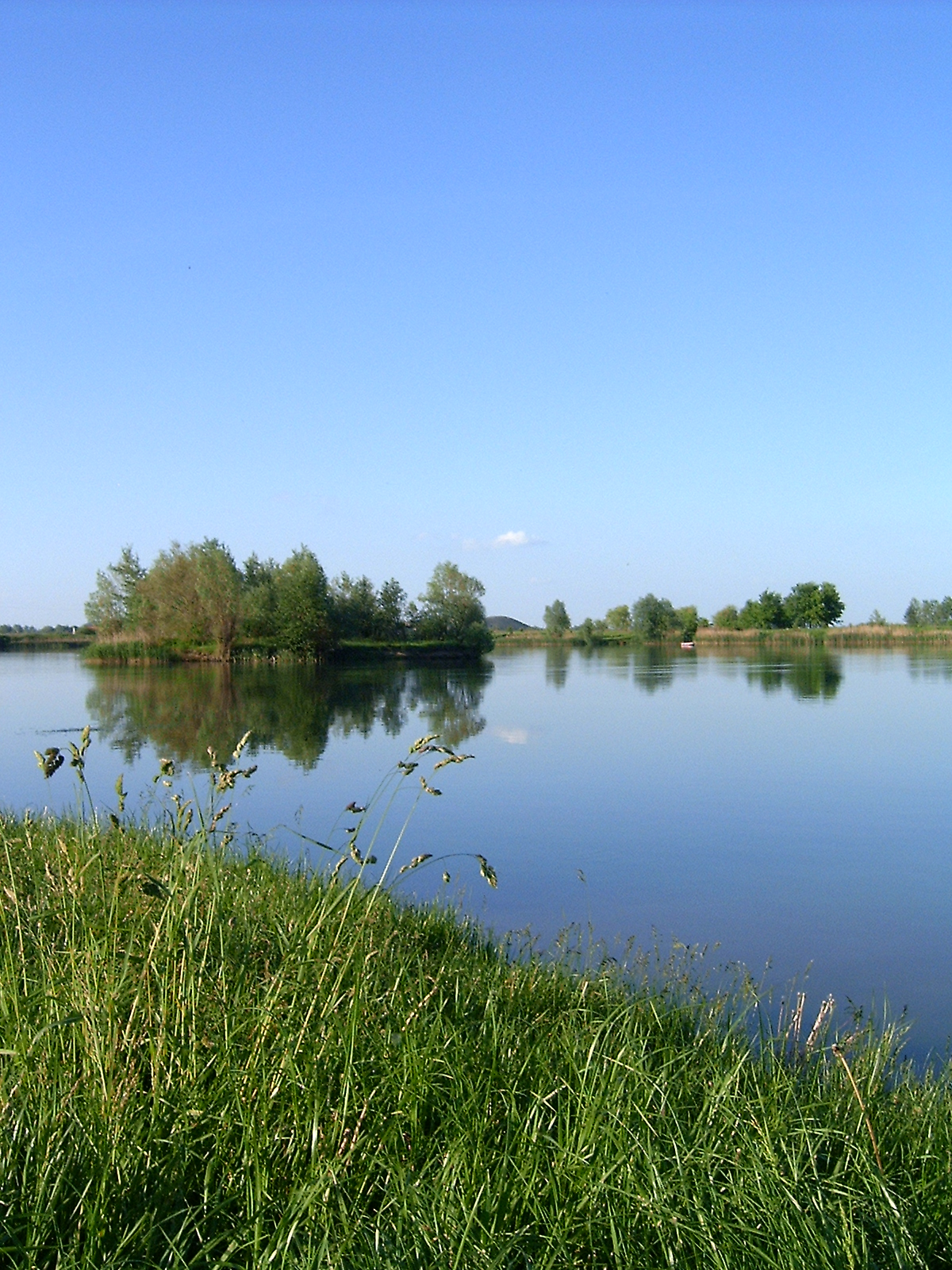
Zbiornik ZEK